# ファイングレイン
ファイングレイン（欧字名:Fine Grain、2003年3月7日 - ）は、日本の競走馬、フランスやアイルランドの種牡馬。
2008年の高松宮記念（GI）優勝馬。国際セリ名簿基準書におけるパート1国に初めて輸出された父内国産種牡馬である。

## デビューまで

### 誕生までの経緯
ミルグレインは、イギリスで生産された父ポリッシュプレセデント、母父ミルリーフ、そして母系が「欧州伝統の名牝系」（吉沢譲治）の牝馬である。また1995年のアイリッシュオークス、ヨークシャーオークスを連勝したピュアグレインの全妹でもあった。ミルグレインは、幼駒時代に社台ファームに購入され、1999年に日本にもたらされる。社台の吉田照哉が所有し、中央競馬の栗東トレーニングセンター・長浜博之厩舎から外国産馬としてデビューしていた。2000年から2002年までの2年間で19戦に出走し、500万円以下を2勝するだけの3勝を記録。競走馬引退後は、社台ファームで繁殖牝馬となっていた。引退直後の2002年、初年度はフジキセキと交配した。
フジキセキは、1995年から種牡馬として供用されて、1998年から産駒がデビューしていたが、産駒の活躍がいまひとつだった。そのため有力な繁殖牝馬が集まりづらくなり、オーストラリアにシャトル種牡馬として出張するようにもなっていた。産駒の不振は、特徴を掴み切れていなかったことや、故障が多かったことが原因だったが、年を重ねるごとに理解を深めたり、施設の改善したりして、不振から脱するように努めていた。
2003年3月7日、北海道千歳市の社台ファームにてミルグレインの初仔となる黒鹿毛の牡馬（後のファイングレイン）が誕生する。この初仔は、フジキセキの8年目産駒である。この頃には、育成関係者が特徴を理解して設備も整うようになり、フジキセキ産駒を受け入れる土壌が出来上がっていた。

### 幼駒時代

社台レースホースの勝負服

初仔は、社台系列のクラブ法人社台レースホースに所有されて競走馬となる。そのクラブ法人に出資する社台サラブレッドクラブでは、一口80万円の全40口、総額3200万円で一口馬主となる出資会員を募っていた。カタログでは「父のこの時期にたいへんよく似た雰囲気」「精緻な筋肉と黒光りする薄い皮膚が印象的」「大きな関節と骨量 豊かな脚部」「理想的な繋」というような謳い文句が並び、「2000mあたりまでがベストかと思われますが（中略）何より、能力の高さで距離延長にも対応する」とも評している。母の名前「ミルグレイン」から一部を拝借して「超微粒子」を意味する「ファイングレイン」という競走馬となった。

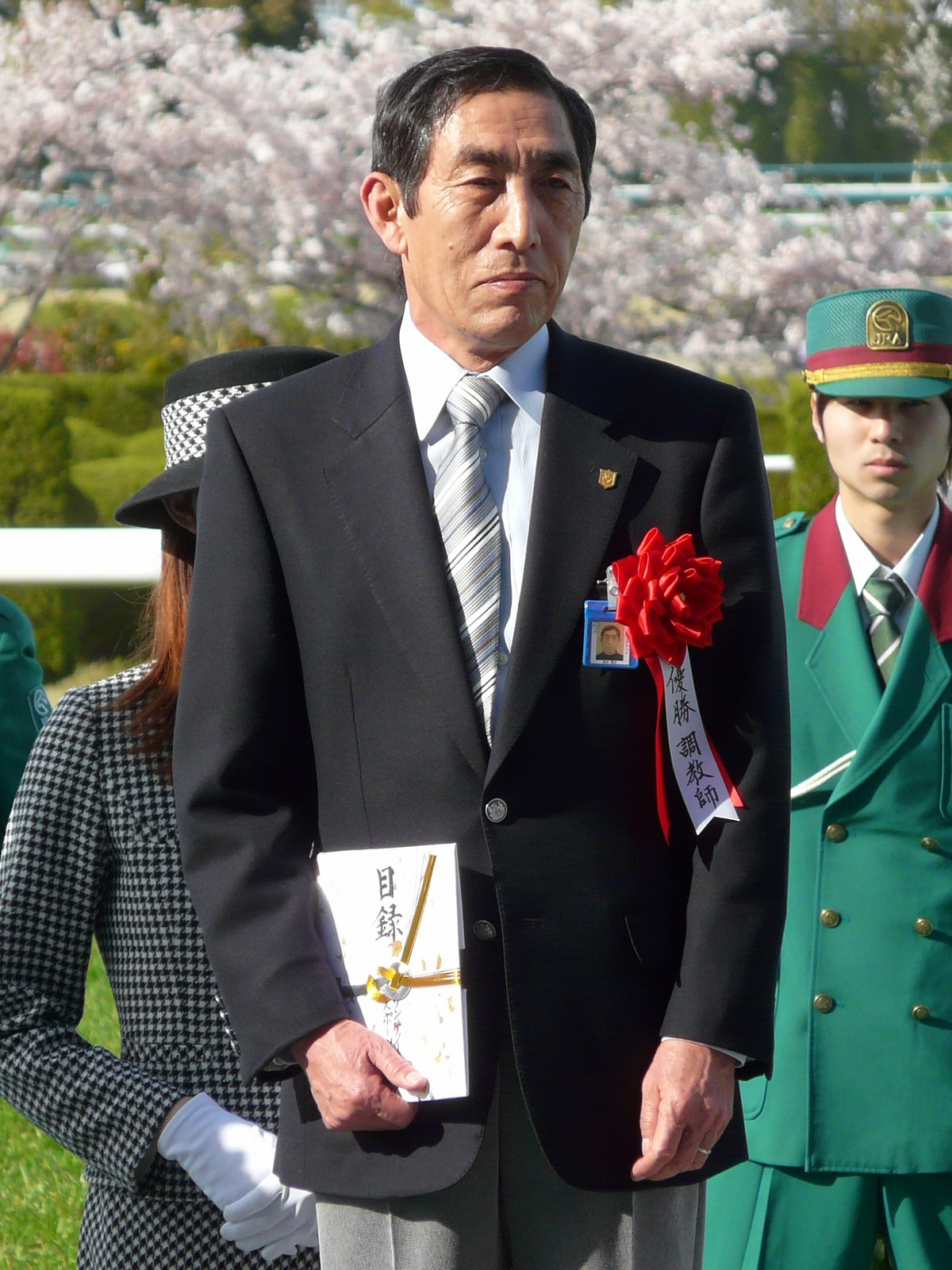
長浜博之

ファイングレインは、母同様に長浜に託される。長浜は、当歳時に見た第一印象は「筋肉質のごつい馬だなあ」だったという。また気性は、親仔共々うるさかった。それから親仔の比較では、仔の方が胴が長く、短距離向きであると捉えていた。また長浜は、母を担当していた厩務員掛谷洋市を割り当てている。掛谷の第一印象は「怖!お母さんと全然似ていない」だったという。若かりし頃のファイングレインは、橈骨が充実していなかった。そのため3歳のうちは治療を施しながらの参戦となっていた。

## 競走馬時代

### NHKマイルカップ
2005年9月19日、札幌競馬場の新馬戦（芝1200メートル）でデビューし、四位洋文に導かれて初勝利。続いて11月27日、距離を延長してマイルのあけび賞（500万円以下）は中舘英二に導かれて制し、連戦連勝となった。年をまたいで3歳、2006年は2月12日のきさらぎ賞（GIII）、そして3月19日のスプリングステークス（GII）に臨み、1800メートルに挑んだが、いずれも下位敗退となった。
続いて距離をマイルに戻して4月8日、NHKマイルカップの優先出走権が得られるニュージーランドトロフィー（GII）に横山典弘と参戦、出走12頭中7番人気という評価だった。スタートからハナを奪って逃げ、ハイペースで馬群を引っ張って粘り込み、最終コーナーでリザーブガードに並ばれるも下して先頭を守った。しかし直線半ばを過ぎてから接近してきたマイネルスケルツィには及ばず、先頭を明け渡した。マイネルスケルツィには4分の3馬身敵わなかった。それでも、ロジックやアポロノサトリなどの追い上げには耐えて2着を確保し、NHKマイルカップの優先出走権を獲得していた。

そして優先出走権を行使して5月7日、NHKマイルカップ（GI）でGI初参戦、横山が続投していた。朝日杯フューチュリティステークス優勝のフサイチリシャールや、マイネルスケルツィ、ロジック、そしてステキシンスケクンやキンシャサノキセキなどが揃う中、25.9倍の9番人気という評価だった。
1枠2番から先行し、内側の4番手を追走。直線では最も内側を突いて進出し、抜け出して先頭を奪取し、押し切りを目指した。まず離れた外から追い込むフサイチリシャールに接近されて先頭争いとなったが、これを下して先頭を保持。続いてすぐ隣からロジック、離れた大外からキンシャサノキセキに接近され、キンシャサノキセキは下していたが、ロジックは封じられなかった。ゴール手前でロジックに並ばれ、2頭が馬体を併せた状態で競り合いとなる。逃げるファイングレインは粘り、ロジックに応戦し続けたが、ゴール寸前でロジックに上回られた。ロジックに次ぐ2着、クビ差だけ敵わずGIタイトルを逃した。
GI2着という実績を残し、東京競馬場から栗東に帰還したファイングレインだったが、帰還した翌日に右前肢種子骨骨折が判明して戦線離脱となる。種子骨の骨折は、競走能力喪失の危険があったが、きたした部分が種子骨の深い部分ではなく、浅い部分だった。そのため即引退を免れ、治療しながら現役続行を目指した。

### 復帰
戦線復帰は、NHKマイルカップから丸1年経過して古馬となった2007年5月7日、同じマイルの都大路ステークス（OP）だった。そして連戦し、距離を延長してエプソムカップ（GIII）、マイルに戻して米子ステークス（OP）に参戦したが、いずれも敗退。骨折は癒えて体も充実し、調教でも抜群の動きを見せるなど状態は万全だったが、精神面が完全に癒えていなかった。レースで思い切って走ることのないまま敗れ、連敗していた。そのためこの後は、精神面の改善を狙って、リフレッシュ放牧に出される。社台ファームでは年上の実績馬ダイワメジャーの隣の馬房で滞在していた。
秋になって復帰し、2000メートルのオパールステークス（OP）をはじめ、距離を戻してオーロカップ（OP）、ファイナルステークス（OP）に参戦したが、復調ならず全敗だった。4歳暮れのファイナルステークスでは、偶々空いていた幸英明が起用されて9着敗退、長浜によれば「内容がだらしなかった」と振り返り、このとき「このまま終わるのかな」と考えていたという。この不振から脱却するために陣営は、さらなる距離短縮を決断。1200メートルのスプリント戦線に参入することとなる。長浜は、前々からファイングレインに長距離は向いていないと考えていたし、マイルでも不調となれば、スプリントぐらいしか手段が残っていなかった。同時に騎乗した幸からも、さらなる距離短縮を提案されており、それも汲む形となった。
年をまたいで5歳となった2008年は、1月19日の淀短距離ステークス（OP）に、幸が続投してスプリント参戦となる。最上位クラスのオープンクラスにおいて、GI2着と重賞2着が拠り所のファイングレインは、オープンクラスでも弱い立場だった。そのためファイングレインは、出走を希望しても、他の強い立場の馬に阻まれて、除外されて叶わない場合も多かった。それでもたまたま選んだ淀短距離ステークスがフルゲートにならず、出走を叶える。カノヤザクラやステキシンスケクンがいる15頭立てに4番人気での挑戦だった。スタートで出遅れて後方を追走したが、内側に拘りながら、最終コーナーを通過していた。直線では最も内側を突いて進出し、先行する2番人気クールシャローンや3番人気ステキシンスケクンをかわして抜け出した。それらに半馬身先着して先頭で決勝線を通過する。これまでは、先行して粘り込む形で連敗していたが、終いにこれまでにない末脚を発揮していた。新しい一面を見せて連敗ストップ、デビュー2連勝以来となる約2年以上ぶりの3勝目となった。

続いて2月10日、シルクロードステークス（GIII）に、幸が続投し参戦。スプリント路線継続の選択がなされたが、長浜自身は、前走で突然変わったファイングレインをまだ信じることができなかった。そのため直前に、幸に対してこのように指示したうえでファイングレインを送り出している。
前年のスプリンターズステークス優勝馬のアストンマーチャン、その3着馬のアイルラヴァゲインなど16頭立てとなる中、その2頭に次ぐ3番人気という支持だった。最内枠からのスタートだったが、再び出遅れて後方追走となった。前方ではアストンマーチャンが逃げて馬群を引き連れていたが、ハイペースで率いたアストンマーチャンは、終いまで持たず、やがて失速する。そしてアストンマーチャンに続く先行勢は、揃って伸びあぐねて、後方待機のファイングレインに向く展開となっていた。
外に持ち出して進出し、最終コーナーを12番手で通過した後、直線で末脚を使って先行勢をすべて呑み込み、先頭を奪取。同じように後方から追い込んだコパノフウジン、ステキシンスケクンが後れて追い上げていたが、先頭は譲らなかった。それらに1馬身4分の1差をつけて先頭で決勝線を通過する。連勝で重賞戴冠を果たした。4勝目、京都競馬場3勝目を挙げていた。稍重馬場で行われた走破タイムは1分9秒1で、例年よりも遅い決着となっていた。不良馬場の中、ブロードアピールが制した2000年以来の1分9秒より遅い決着だった。

### 高松宮記念
重賞タイトルを手に入れて賞金も積んだファイングレインは、続いて3月30日の高松宮記念（GI）でスプリントGIに初見参、中京競馬場にも初見参となる。18頭立て、オッズ一桁台に5頭がひしめく中、その一角を占める単勝オッズ7.1倍の4番人気だった。前年優勝馬で連覇を狙うスズカフェニックス、東京新聞杯と阪急杯を連勝して臨むローレルゲレイロ、マイルチャンピオンシップ2着から臨むスーパーホーネットが3番人気までを占め、5番人気は同期でキャピタルステークス優勝馬に過ぎないキンシャサノキセキだった。競馬ブックの記者海士部彰が枠順抽選を担い、2枠4番が割り当てられる。小雨が降る良馬場で行われた。

大一番では出遅れずにスタートし、後方ではなく中団の前目を追走する。ローレルゲレイロは先行して馬群を率いて、キンシャサノキセキは好位の4番手、スーパーホーネットは中団、そしてスズカフェニックスはスタート直後に躓いて最後方を追走していた。最終コーナーに差し掛かってローレルゲレイロが垂れて、代わってフサイチリシャールが先頭となり、直線では一足先に抜け出したフサイチリシャールを、前を行くキンシャサノキセキの背後から追いかける形となった。
残り200メートルを過ぎてからフサイチリシャールが垂れ始めると、残り100メートルにて代わってキンシャサノキセキが先頭を奪取し、押し切りを図っていた。その背後にいたファイングレインは、外側に持ち出してから末脚を発揮してキンシャサノキセキに接近。ゴール手前で並びかけて、競り合いながら決勝線通過となっていた。寸前でファイングレインがいくらか差し切っており、クビ差だけ先に決勝線に到達していた。
3連勝で高松宮記念戴冠、2回目の挑戦でGI初勝利を成し遂げる。また走破タイム1分7秒1は、GI昇格初年度の1996年フラワーパークの1分7秒4を上回る高松宮記念レコードを樹立。2005年テレビ愛知オープンでシーイズトウショウが樹立したコースレコードにも接近するタイムだった。そして幸は、2003年の牝馬三冠を果たしたスティルインラブ以来のGI勝利。長浜は、2001年の皐月賞を優勝したアグネスタキオン以来のGI勝利で、初めての古馬GI優勝だった。スプリント転向から一変して3戦3勝のGI戴冠に長浜は「もう少し早くに違う結果が出ていたかもしれない。馬に対して悪いことをしたなという悔いが残ります」とも回顧している。

### 引退
戴冠した高松宮記念の後は、勝利を挙げることはできなかった。休養を挟み、秋はセントウルステークス（GII）やスプリンターズステークス（GI）に臨むも下位敗退。距離を伸ばしたマイルチャンピオンシップ（GI）では信頼を失い10番人気まで下がったが、人気に反発。直線で伸びて上位に迫り、3着を確保した。高松宮記念を制したこの年のJRA賞では、最優秀短距離馬の部門で票を得ているが、全300票中6票に留まり、受賞されなかった。
翌2009年、そして2010年、さらに2011年にかけて、短距離からマイル、さらにダートなど11戦をこなしたが、いずれも敗退した。2011年1月29日のシルクロードステークス11着敗退を最後に競走馬を引退。2月2日付で中央競馬の競走馬登録が抹消された。

## 種牡馬時代
競走馬引退後は種牡馬となり、フランスに輸出される。国際セリ名簿基準書におけるパート1国に輸出された初めての父内国産種牡馬となった。フランスでは、ロンレー牧場で繋養された。2017年からは、アイルランドのロングフォードハウススタッドに移っている。

## 競走成績
以下の内容は、netkeiba.com並びにJBISサーチの情報に基づく。
| 競走日 | 競走日 | 競走日 | 競馬場 | 競走名          | 格      | 距離 （馬場） | 頭 数 | 枠 番 | 馬 番 | オッズ （人気） | オッズ （人気） | 着順 | タイム （上がり3F） | 着差 | 騎手     | 斤量 [kg] | 1着馬 （2着馬）        | 馬体重 [kg] |
| ------ | ------ | ------ | ------ | --------------- | ------- | ------------- | ----- | ----- | ----- | --------------- | --------------- | ---- | ------------------- | ---- | -------- | --------- | ---------------------- | ----------- |
| 2005.  | 09.    | 19     | 札幌   | 2歳新馬         |         | 芝1200m（良） | 16    | 5     | 9     | 010.4           | 0（5人）        | 01着 | 1:11.6 (36.0)       | -0.2 | 四位洋文 | 54        | （キャンディーストア） | 500         |
|        | 11.    | 27     | 京都   | あけび賞        | 500万下 | 芝1600m（良） | 12    | 1     | 1     | 003.5           | 0（1人）        | 01着 | 1:36.3 (34.8)       | -0.4 | 中舘英二 | 55        | （アマノトレンディー） | 486         |
| 2006.  | 02.    | 12     | 京都   | きさらぎ賞      | GIII    | 芝1800m（良） | 12    | 8     | 12    | 005.4           | 0（3人）        | 08着 | 1:48.1 (35.4)       | -0.7 | 四位洋文 | 56        | ドリームパスポート     | 500         |
|        | 03.    | 19     | 中山   | スプリングS     | GII     | 芝1800m（良） | 16    | 1     | 1     | 059.3           | （10人）        | 09着 | 1:50.1 (36.0)       | -1.1 | 四位洋文 | 56        | メイショウサムソン     | 486         |
|        | 04.    | 08     | 中山   | NZT             | GII     | 芝1600m（良） | 12    | 7     | 9     | 024.3           | 0（7人）        | 02着 | 1:33.6 (35.8)       | -0.1 | 横山典弘 | 56        | マイネルスケルツィ     | 482         |
|        | 05.    | 07     | 東京   | NHKマイルC      | GI      | 芝1600m（良） | 18    | 1     | 2     | 025.9           | 0（9人）        | 02着 | 1:33.2 (35.5)       | -0.0 | 横山典弘 | 56        | ロジック               | 476         |
| 2007.  | 05.    | 06     | 京都   | 都大路S         | OP      | 芝1600m（重） | 15    | 8     | 15    | 009.2           | 0（4人）        | 06着 | 1:37.1 (37.8)       | -0.7 | 上村洋行 | 56        | スーパーホーネット     | 494         |
|        | 06.    | 10     | 東京   | エプソムC       | GIII    | 芝1800m（稍） | 18    | 5     | 9     | 019.0           | 0（9人）        | 04着 | 1:48.4 (35.9)       | -0.1 | 柴田善臣 | 56        | エイシンデピュティ     | 482         |
|        | 07.    | 01     | 阪神   | 米子S           | OP      | 芝1600m（良） | 15    | 3     | 5     | 003.7           | 0（2人）        | 05着 | 1:33.0 (34.3)       | -0.3 | 上村洋行 | 56        | トウショウカレッジ     | 484         |
|        | 10.    | 20     | 京都   | オパールS       | OP      | 芝2000m（良） | 14    | 7     | 11    | 011.0           | 0（6人）        | 11着 | 2:00.7 (38.2)       | -1.8 | 四位洋文 | 56        | ホッコーソレソレー     | 488         |
|        | 11.    | 11     | 東京   | オーロC         | OP      | 芝1400m（稍） | 17    | 7     | 15    | 009.9           | 0（4人）        | 04着 | 1:22.0 (35.1)       | -0.3 | 蛯名正義 | 56        | ブルーメンブラット     | 484         |
|        | 12.    | 23     | 阪神   | ファイナルS     | OP      | 芝1600m（良） | 18    | 7     | 14    | 005.9           | 0（3人）        | 09着 | 1:35.2 (36.4)       | -0.1 | 幸英明   | 56        | アンブロワーズ         | 492         |
| 2008.  | 01.    | 19     | 京都   | 淀短距離S       | OP      | 芝1200m（良） | 15    | 2     | 2     | 007.1           | 0（4人）        | 01着 | 1:09.1 (33.4)       | -0.1 | 幸英明   | 55        | （クールシャローン）   | 494         |
|        | 02.    | 10     | 京都   | シルクロードS   | GIII    | 芝1200m（稍） | 16    | 1     | 1     | 006.5           | 0（3人）        | 01着 | 1:09.1 (34.0)       | -0.2 | 幸英明   | 56        | （コパノフウジン）     | 500         |
|        | 03.    | 30     | 中京   | 高松宮記念      | GI      | 芝1200m（良） | 18    | 2     | 4     | 007.1           | 0（4人）        | 01着 | 1:07.1 (33.2)       | -0.0 | 幸英明   | 57        | （キンシャサノキセキ） | 494         |
|        | 09.    | 14     | 阪神   | セントウルS     | GII     | 芝1200m（良） | 16    | 6     | 11    | 005.7           | 0（2人）        | 09着 | 1:08.0 (33.7)       | -0.7 | 幸英明   | 59        | カノヤザクラ           | 494         |
|        | 10.    | 05     | 中山   | スプリンターズS | GI      | 芝1200m（良） | 16    | 1     | 2     | 007.9           | 0（3人）        | 10着 | 1:08.5 (34.4)       | -0.5 | 幸英明   | 57        | スリープレスナイト     | 492         |
|        | 11.    | 01     | 京都   | スワンS         | GII     | 芝1400m（良） | 16    | 5     | 9     | 014.4           | 0（7人）        | 05着 | 1:20.3 (34.2)       | -0.4 | 幸英明   | 59        | マイネルレーニア       | 498         |
|        | 11.    | 23     | 京都   | マイルCS        | GI      | 芝1600m（良） | 18    | 1     | 2     | 026.5           | （10人）        | 03着 | 1:32.8 (34.4)       | -0.2 | 幸英明   | 57        | ブルーメンブラット     | 498         |
| 2009.  | 03.    | 01     | 阪神   | 阪急杯          | GIII    | 芝1400m（良） | 16    | 1     | 1     | 010.5           | 0（4人）        | 11着 | 1:22.9 (36.3)       | -1.8 | 幸英明   | 59        | ビービーガルダン       | 502         |
|        | 03.    | 29     | 中京   | 高松宮記念      | GI      | 芝1200m（良） | 18    | 5     | 10    | 017.4           | 0（8人）        | 17着 | 1:09.4 (36.0)       | -1.4 | 幸英明   | 57        | ローレルゲレイロ       | 496         |
|        | 10.    | 31     | 京都   | スワンS         | GII     | 芝1400m（良） | 18    | 2     | 3     | 033.9           | （14人）        | 16着 | 1:21.1 (34.2)       | -0.8 | 幸英明   | 58        | キンシャサノキセキ     | 496         |
|        | 11.    | 22     | 京都   | マイルCS        | GI      | 芝1600m（良） | 18    | 3     | 6     | 059.8           | （16人）        | 15着 | 1:34.1 (34.2)       | -0.9 | 幸英明   | 57        | カンパニー             | 496         |
| 2010.  | 03.    | 06     | 中山   | オーシャンS     | GIII    | 芝1200m（重） | 16    | 3     | 5     | 098.4           | （16人）        | 05着 | 1:9.9 (35.5)        | -0.1 | 勝浦正樹 | 58        | キンシャサノキセキ     | 496         |
|        | 03.    | 28     | 中京   | 高松宮記念      | GI      | 芝1200m（良） | 18    | 5     | 9     | 027.8           | 0（8人）        | 08着 | 1:8.9 (34.7)        | -0.3 | 勝浦正樹 | 57        | キンシャサノキセキ     | 496         |
|        | 10.    | 03     | 中山   | スプリンターズS | GI      | 芝1200m（良） | 16    | 5     | 10    | 144.6           | （16人）        | 16着 | 1:08.8 (35.0)       | -1.4 | 勝浦正樹 | 57        | ウルトラファンタジー   | 486         |
|        | 10.    | 30     | 京都   | スワンS         | GII     | 芝1400m（良） | 14    | 6     | 9     | 025.5           | （11人）        | 07着 | 1:21.5 (34.1)       | -0.5 | 勝浦正樹 | 58        | マルカフェニックス     | 494         |
|        | 11.    | 21     | 京都   | マイルCS        | GI      | 芝1600m（良） | 18    | 1     | 1     | 135.4           | （17人）        | 11着 | 1:32.4 (34.3)       | -0.6 | 浜中俊   | 57        | エーシンフォワード     | 492         |
|        | 12.    | 28     | 園田   | 兵庫ゴールドT   | JpnIII  | ダ1400m（良） | 12    | 6     | 7     | 006.8           | 0（4人）        | 08着 | 1:28.8 (38.5)       | -1.9 | 幸英明   | 57        | トーセンブライト       | 497         |
| 2011.  | 01.    | 29     | 京都   | シルクロードS   | GIII    | 芝1200m（良） | 16    | 6     | 12    | 055.1           | （13人）        | 11着 | 1:09.0 (33.0)       | -0.8 | 幸英明   | 57        | ジョーカプチーノ       | 498         |

## 血統表
| ファイングレインの血統     | ファイングレインの血統                               | ファイングレインの血統          | （血統表の出典）                | （血統表の出典） |
| 父系                       | サンデーサイレンス系/ヘイロー系                      | サンデーサイレンス系/ヘイロー系 | サンデーサイレンス系/ヘイロー系 | [ § 2 ]          |
| 父 フジキセキ 1992 青鹿毛  | 父の父*サンデーサイレンス Sunday Silence 1986 青鹿毛 | Halo                            | Hail to Reason                  | Hail to Reason   |
| 父 フジキセキ 1992 青鹿毛  | 父の父*サンデーサイレンス Sunday Silence 1986 青鹿毛 | Halo                            | Cosmah                          |                  |
| 父 フジキセキ 1992 青鹿毛  | 父の父*サンデーサイレンス Sunday Silence 1986 青鹿毛 | Wishing Well                    | Understanding                   | Understanding    |
| 父 フジキセキ 1992 青鹿毛  | 父の父*サンデーサイレンス Sunday Silence 1986 青鹿毛 | Wishing Well                    | Mountain Flower                 |                  |
| 父 フジキセキ 1992 青鹿毛  | 父の母*ミルレーサー Millracer 1983 鹿毛              | Le Fabuleux                     | Wild Risk                       | Wild Risk        |
| 父 フジキセキ 1992 青鹿毛  | 父の母*ミルレーサー Millracer 1983 鹿毛              | Le Fabuleux                     | Anguar                          |                  |
| 父 フジキセキ 1992 青鹿毛  | 父の母*ミルレーサー Millracer 1983 鹿毛              | Marston's Mill                  | In Reality                      | In Reality       |
| 父 フジキセキ 1992 青鹿毛  | 父の母*ミルレーサー Millracer 1983 鹿毛              | Marston's Mill                  | Millicent                       |                  |
| 母 *ミルグレイン 1997 鹿毛 | 母の父Polish Precedent 1986 鹿毛                     | Danzig                          | Northern Dancer                 | Northern Dancer  |
| 母 *ミルグレイン 1997 鹿毛 | 母の父Polish Precedent 1986 鹿毛                     | Danzig                          | Pas de Nom                      |                  |
| 母 *ミルグレイン 1997 鹿毛 | 母の父Polish Precedent 1986 鹿毛                     | Past Example                    | Buckpasser                      | Buckpasser       |
| 母 *ミルグレイン 1997 鹿毛 | 母の父Polish Precedent 1986 鹿毛                     | Past Example                    | Bold Example                    |                  |
| 母 *ミルグレイン 1997 鹿毛 | 母の母Mill Line 1985 鹿毛                            | Mill Reef                       | Never Bend                      | Never Bend       |
| 母 *ミルグレイン 1997 鹿毛 | 母の母Mill Line 1985 鹿毛                            | Mill Reef                       | Milan Mill                      |                  |
| 母 *ミルグレイン 1997 鹿毛 | 母の母Mill Line 1985 鹿毛                            | Quay Line                       | High Line                       | High Line        |
| 母 *ミルグレイン 1997 鹿毛 | 母の母Mill Line 1985 鹿毛                            | Quay Line                       | Dark Finale                     |                  |
| 母系(F-No.)                | (FN:14-a)                                            | (FN:14-a)                       | (FN:14-a)                       | [ § 3 ]          |
| 5代内の近親交配            | Milan Mill 5 x 4=9.38%                               | Milan Mill 5 x 4=9.38%          | Milan Mill 5 x 4=9.38%          | [ § 4 ]          |
| 出典                       | 1. 2. 3. 4.                                          | 1. 2. 3. 4.                     | 1. 2. 3. 4.                     | 1. 2. 3. 4.      |